# Селибаби
Селибаби (араб. سيليبابي‎, фр. Sélibabi) — город в южной части Мавритании, административный центр области Кудимага.

## Описание
Город находится на высоте 56 м над уровнем моря. Город расположен недалеко от государственной границы с Сенегалом и Мали. В Селибаби расположена региональная больница, основанная на деньги китайского правительства и частично укомплектованная китайскими врачами. В городе расположено множество международных общественных организаций, которые работают в этом регионе.

## Климат
| Показатель              | Янв. | Фев. | Март | Апр. | Май  | Июнь | Июль  | Авг.  | Сен.  | Окт. | Нояб. | Дек. | Год  |
| ----------------------- | ---- | ---- | ---- | ---- | ---- | ---- | ----- | ----- | ----- | ---- | ----- | ---- | ---- |
| Средняя температура, °C | 24,5 | 27,4 | 30,3 | 33,2 | 35,1 | 33,3 | 30,3  | 29,1  | 29,3  | 30,5 | 28,4  | 24,9 | 29,7 |
| Норма осадков, мм       | 0,4  | 0,5  | 0,0  | 0,3  | 4,7  | 50,9 | 108,7 | 158,6 | 121,2 | 26,8 | 1,8   | 0,1  | 474  |
| Источник:               |      |      |      |      |      |      |       |       |       |      |       |      |      |

## Население
По данным на 2013 год численность населения города составляла 41 144 человека.
Динамика численности населения города по годам:
| 1997   | 1998   | 2013   |
| ------ | ------ | ------ |
| 18 083 | 19 010 | 41 144 |